# リン化ナトリウム
リン化ナトリウム(Sodium phosphide)は、アルカリ金属のナトリウムとリン化物アニオンを含む黒色の塩である。Na3Pの化学式を持つ。反応性の高いリン化物イオンの供給源になる。リン酸ナトリウム(Na3PO4)とは異なる物質である。
ナトリウムとリンの二元化合物は、Na3Pの他にNaP、Na3P7、Na3P11、NaP7及びNaP15の5つが知られている。

## 性質
リン化カリウム(K3P)と同様に、固体のNa3Pはリン原子を中心にした五配位型である。気相では、分子状のNa3P及びリン化リチウム(Li3P)はどちらも、中央のリン原子の孤立電子対とともに三角錐型を形成している。

## 合成
Na3Pの合成は、19世紀中盤に初めて報告された。フランスの科学者アレクサンドル・ボードリモンは、溶融したナトリウムと五塩化リンを反応させることでNa3Pを合成した。
{\displaystyle {\ce {8Na(l)\ + PCl5 -> 5NaCl\ + Na3P}}}
多くの異なる合成法が記載されている。可燃性と毒性のため、Na3Pやその関連の塩は通常in situで合成される。白色のリンがナトリウム-カリウム合金で還元され、リン化物塩となる。
この変換は良く研究されており、リンは150℃のオートクレーブ中、5時間でNa3Pを生成する。
{\displaystyle {\ce {P4\ + 12Na -> 4Na3P}}}
この反応は常圧で起こるが、温度勾配を用いて不揮発性のNa3P相(x < 3)を作り、その後、さらにナトリウムと反応させる。ナフタレンのような電子伝達剤が用いられることもある。この場合、ナフタレンは可溶性のラジカルアニオンを形成し、より速くリンを還元する。

## 利用
Na3Pは、反応性の高いリン化物アニオンの供給源になる。この物質は全ての溶媒に不溶であるが、酸と関連する給電子剤の懸濁液に反応し、PM3型の誘導体を形成する。
{\displaystyle {\ce {Na3P\ + 3M+^5 -> M3P (M = H, Me3Si)}}}
トリメチルシリル誘導体は"P3−"と等価であるが、揮発性 (b.p. 30-35 C @ 0.001 mm Hg) で可溶性である。
高温のN,N-ジメチルホルムアミドを溶媒としてNa3Pを塩化インジウム(III)で処理することで、半導体のリン化インジウムが生成する。この過程で、金属ナトリウムと白色のリンからリン化物試薬が生成し、すぐにインジウム塩と反応する
。
{\displaystyle {\ce {3Na\ + P -> Na3P}}}
{\displaystyle {\ce {Na3P\ + InCl3 -> InP\ + 3NaCl}}}
産業的には、Na3Pは、リン化亜鉛、リン化アルミニウムと合わせて、ポリマー合成の触媒としても用いられる。3種類の触媒からNa3Pが除かれると、プロピレンや4-メチル-1-ペンテンの重合は効率的に行われなくなる。

プロペンの重合

## 利用上の注意
Na3Pは、加水分解されると毒性の高いホスフィンを放出する。この過程は発熱反応であるため発火する。アメリカ合衆国運輸省は、火災や毒性への懸念のため、旅客機や列車等でNa3Pを運ぶことを禁じている。